# Forum sociale del Québec
Il Forum sociale del Québec (in inglese Quebec Social Forum), conosciuto anche con l'acronimo FSQ, è un forum sociale del Québec nato come parte del movimento alter-globalista del Forum sociale mondiale. Questo forum si definisce come “uno spazio partecipativo e apartitico per la riflessione, la convergenza delle richieste e delle lotte sociali che si oppongono al capitalismo neoliberista e a tutte le forme di oppressione, la promozione di pratiche alternative e lo sviluppo della società del Quebec di domani”.
Il primo forum sociale del Quebec si è svolto dal 23 al 26 agosto 2007 a Montreal, la metropoli del Québec. La seconda ha avuto luogo dall'8 al 12 ottobre 2009, nella stessa città.

## Contesto
Secondo diversi relatori sociali come Raphaël Canet, professore alla Facoltà di Scienze Sociali dell’Università di Ottawa, Louis Roy, vicepresidente della Confédération des syndicats nationaux, Guillaume Beaulac, giornalista di Le Couac, Rachad Antonius, dell’Università del Québec a Montréal, Michèle Asselin, della Fédération des femmes du Québec, e diverse decine di altri relatori, la democrazia attuale è monopolizzata da un’élite politico-economica che utilizza il potere per i propri scopi e profitti. Questo stato di cose vede tra le sue cause l'aumento dell'individualismo e il disinteresse della popolazione per la sfera politica.
In questo contesto, gran parte della popolazione del Quebec si sente offesa e, per compensare ciò, gli organizzatori dell’FSQ hanno creato uno spazio di dialogo per ridare voce ai cittadini e consentire loro di occupare lo spazio pubblico, così come i luoghi della conoscenza e della cultura, per poter discutere, tra le altre cose, di una società post-capitalista.